# Gostilea, Plevna
Gostilea (în bulgară Гостиля) este un sat în comuna Dolna Mitropolia, regiunea Plevna,  Bulgaria. 

## Demografie
Componența etnică a satului Gostilea
     Bulgari (10,65%)
     Nicio identificare (89,34%)
     Altele (0%)
La recensământul din 2011, populația satului Gostilea era de 244 locuitori. Nu există o etnie majoritară, locuitorii fiind  și bulgari (10,65%). Pentru 89,34% din locuitori nu este cunoscută apartenența etnică.